# Czorsztyn (gmina)
Czorsztyn est une gmina rurale du powiat de Nowy Targ, Petite-Pologne, dans le sud de la Pologne, à la frontière avec la Slovaquie. Elle tire son nom du village de Czorsztyn, son ancien siège (jusqu'en 1993). Son siège actuel est Maniowy, qui se situe environ 19 km à l'est de Nowy Targ et 71 km au sud de la capitale régionale Cracovie.
La gmina couvre une superficie de 61,72 km2 pour une population de 7 201 habitants.

## Géographie
La gmina inclut les villages de Czorsztyn, Huba, Kluszkowce, Maniowy, Mizerna, Sromowce Niżne et Sromowce Wyżne.
La gmina borde les gminy de Krościenko nad Dunajcem, Łapsze Niżne, Nowy Targ et Ochotnica Dolna. Elle est également frontalière de la Slovaquie.